# Im Fort
Koordinaten: 51° 34′ 5″ N, 6° 49′ 9″ O

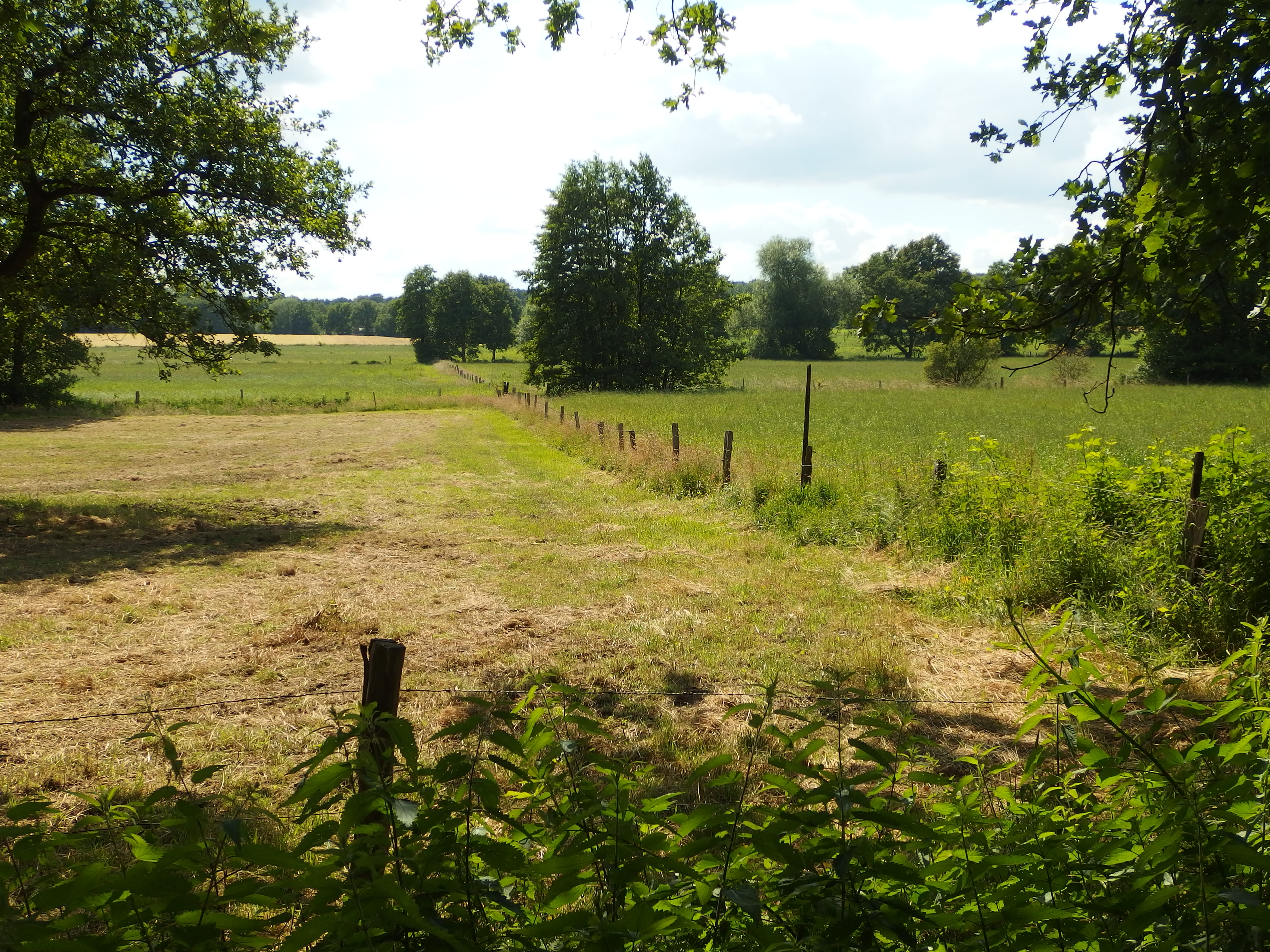
Naturschutzgebiet Im Fort (Juni 2014)

Das Naturschutzgebiet Im Fort liegt auf dem Gebiet der Stadt Oberhausen in Nordrhein-Westfalen.
Das Gebiet erstreckt sich nordwestlich von Sterkrade, einem Stadtbezirk von Oberhausen. Westlich verläuft die A 3, unweit östlich die Landesstraße L 397 und südlich die A 2. Östlich erstreckt sich das 409,5 ha große Naturschutzgebiet (NSG) Hiesfelder Wald, südöstlich das 188 ha große NSG Köllnischer Wald und südlich das 80,7 ha große NSG Sterkrader Wald.

## Bedeutung
Das etwa 31,5 ha große Gebiet wurde im Jahr 1994 unter der Schlüsselnummer OB-003 unter Naturschutz gestellt.